# امین کاویانی‌نژاد
امین کاویانی‌نژاد (زاده ۱ آذر ۱۳۷۷ در اندیمشک) کشتی‌گیر فرنگی‌کار ایرانی است. او در اندیمشک کشتی را نزد استاد فرزاد ایمانی علیزاده مربی تاریخ ساز و سازنده خوزستانی آموخته‌است.
از افتخارات وی می‌توان به کسب مدال نقره بازی‌های آسیایی ۲۰۲۲ و مسابقات قهرمانی کشتی زیر ۲۳ سال جهان ۲۰۲۱ و مدال برنز مسابقات قهرمانی کشتی زیر ۲۳ سال جهان ۲۰۱۷ اشاره کرد. وی سابقه حضور در المپیک ۲۰۲۴ پاریس را دارد. 

## فعالیت حرفه‌ای ورزشی

### زیر ۲۳ سال جهان ۲۰۱۷
در وزن ۶۶ کیلوگرم امین کاویانی‌نژاد در دور اول با نتیجه ۹ بر صفر رقیبش مانیش از هند را مغلوب کرد. وی در دور دوم مقابل بک کونوربایف از قرقیزستان با نتیجه ۲ بر یک به پیروزی رسید. کاویانی‌نژاد در دور سوم و در مرحله یک چهارم نهایی شوگو تاکاهاشی از ژاپن را با نتیجه ۴ بر ۲ مغلوب کرد و راهی مرحله نیمه نهایی شد. وی در این مرحله مقابل آلن میرزویان از روسیه با نتیجه ۵ بر ۲ شکست خورد و راهی دیدار رده‌بندی شد. کاویانی در این دیدار آبیلایخان آمزیف از قزاقستان را با نتیجه ۵ بر یک مغلوب کرد و صاحب مدال برنز شد.

### قهرمانی جهان ۲۰۱۹
امین کاویانی‌نژاد در وزن ۷۲ کیلوگرم در دور اول با نتیجه ۹ بر یک مقابل لوری لومادزه از گرجستان مغلوب شد. در ادامه به دلیل باخت حریف گرجستانی در برابر نماینده آذربایجان، کاویانی‌نژاد هم از دور مسابقات حذف شد.

### قهرمانی آسیا ۲۰۲۰
در وزن ۷۲ کیلوگرم امین کاویانی نژاد پس از استراحت در دور اول در دور دوم با نتیجه ۸ بر صفر یان چن از چین تایپه را شکست داد و به مرحله نیمه نهایی رفت. وی در این مقابل روسلان تسارف از قرقیزستان با نتیجه ۳ بر صفر مغلوب کرد و راهی دیدار فینال شد. کاویانی نژاد در دیدار فینال با نتیجه ۸ بر صفر ابراگیم ماگومادوف از قزاقستان را شکست داد و به مدال طلا دست یافت.

### قهرمانی آسیا ۲۰۲۱
در وزن ۷۲ کیلوگرم امین کاویانی نژاد پس از استراحت در دور اول در دور دوم مقابل آزات سادیکوف از قزاقستان با نتیجه ۸ بر ۶ به پیروزی دست یافت. وی در دور بعد و در مرحله نیمه نهایی مقابل روسلان تسارف قهرمان آسیا از قرقیزستان با نتیجه ۳ بر یک مغلوب شد و به دیدار رده‌بندی رفت. وی در این دیدار با نتیجه ۲ بر یک محمود بخشیلوف از ازبکستان را از پیش رو برداشت و به مدال برنز رسید.

### زیر ۲۳ سال جهان ۲۰۲۱
در وزن ۷۷ کیلوگرم امین کاویانی نژاد در دور نخست با نتیجه ۹ بر صفر آردیت ندوج از آلبانی را از پیش رو برداشت وی در دور دوم با نتیجه ۶ بر صفر مقابل نیکولوز چیخایدزه از گرجستان پیرورز شد. کاویانی نژاد در دور بعد و در مرحله یک چهارم نهایی ارکان ارگن از ترکیه را با نتیجه ۱۰ بر ۵ مغلوب کرد و به مرحله نیمه نهایی راه یافت. وی در این مرحله با نتیجه ۸ بر صفر سرگئی استپانوف دارنده مدال طلای زیر ۲۳ سال اروپا از روسیه را از پیش رو برداشت و راهی دیدار فینال شد. کاویانی نژاد در دیدار پایانی مقابل تاماس لوای دارنده مدال برنز زیر ۲۳ سال جهان از مجارستان با نتیجه ۵ بر ۱ مغلوب شد و به مدال نقره رسید.

### قهرمانی آسیا ۲۰۲۳
در وزن ۷۷ کیلوگرم امین کاویانی نژاد در دور نخست با نتیجه ۳ بر ۱ ساجان از هند را مغلوب کرد. وی در دور بعد و در مرحله یک چهارم نهایی با نتیجه ۱ بر ۱ لیو روی از چین را مغلوب کرد و به مرحله نیمه نهایی راه یافت. وی در این مرحله با نتیجه ۳ بر ۱ از سد دمیو ژاداریف از قزاقستان گذشت و به دیدار فینال راه یافت. کاویانی نژاد به دلیل مصدومیت از ناحیه زانو در دیدار پایانی حاضر نشد و به مدال نقره رسید.

### بازی‌های آسیایی ۲۰۲۲
در وزن ۷۷ کیلوگرم امین کاویانی نژاد در اول با نتیجه ۹ بر ۳ کیم هیون-وو از کره جنوبی را مغلوب کرد. وی در دور بعد با نتیجه ۵ بر ۳ دلشاد آمانگلدیف از ازبکستان را از پیش رو برداشت و راهی مرحله نیمه نهایی شد. وی در این مرحله با نتیجه ۱ بر ۱ از سد لیو روی از چین گذشت و به دیدار فینال راه یافت. کاویانی نژاد در مرحله فینال با آکژول محموداف قهرمان جهان و نایب قهرمان المپیک از قرقیزستان پیکار کرد که در نهایت با شکست برابر این حریف سرشناس به مدال نقره رسید.

### المپیک ۲۰۲۴ پاریس
در وزن ۷۷ کیلوگرم که ۱۶ کشتی‌گیر حضور دارند، امین کاویانی‌نژاد در دور نخست با نتیجه یک بر یک از سد یوسوانیس پنا از کوبا گذشت، اما در دور بعد با نتیجه ۳ بر صفر مغلوب مالخاس آمویان، دارنده مدال‌های طلا و برنز جهان از ارمنستان شد و با توجه به شکست حریفش در مرحله نیمه‌نهایی با نتیجه ۳ بر یک مقابل حریف ژاپنی از گردونه مسابقات کنار رفت.